# Clube de Andebol da Póvoa de Varzim
O Póvoa Andebol (PAC) é um clube que surgiu a 10 de Janeiro de 2003, a partir de um Grupo de Amigos do Andebol e ex's praticantes do Clube Desportivo da Póvoa, que tinha desinvestido neste desporto.  
O plantel sénior disputa a 2ª Divisão Nacional de Andebol. É uma equipa que potencia novos atletas, sendo a sua formação composta pelos escalões de bambis, minis, infantis, iniciados e juvenis, todos estes referentes ao sexo masculino. 
No seu palmarés existem títulos em torneios internacionais como o Maia Handball Cup, títulos a nível regional nos mais variados escalões e um terceiro lugar no Encontro Nacional de Infantis em Braga 2015 e um título da Segunda Divisão de Juvenis conquistado em 2018 na Póvoa de Varzim. 

## História
Após um hiato de 11 anos, a Póvoa de Varzim voltou a ter um clube de andebol e, 35 temporadas depois, na época 2017/18 esteve prestes voltar a ter uma equipa sénior na I Divisão, que se tornaria a única representante da cidade ao mais alto nível, depois de o CD Póvoa (hóquei em patins) e de o Póvoa Futsal terem estado no escalão maior em 2014/15 - o Varzim, em futebol, tendo já estado 21 vezes na I Divisão, a última época em que a disputou foi em 2002/03.
O Póvoa Andebol foi fundado em 2003 por um grupo de ex-dirigentes e atletas do Clube Desportivo da Póvoa. Primeiro, foi-lhes pedido que o clube voltasse a ter andebol, o que foi recusado. Decidiu-se então fundar um clube, tendo começado por uma equipa de seniores "veteranos", mas as coisas não correram bem. Em 2006, pela mão de Armando Silva, um dos grandes impulsionadores do clube, chegou ao clube José Oliveira Pereira, atual presidente do clube. Nessa altura, juntaram-se também Castro Lopes, coordenador técnico, e José Henrique Teixeira, vice-presidente e dirigente mais próximo da equipa principal.
Em 2006, havia dois escalões, infantis e iniciados, mas com dificuldades, uma vez que o número de atletas era escasso.  Apostou-se claramente nas escolas, do primeiro e segundo ciclo, fazendo a divulgação do projeto e falar com os pais. Atualmente o clube figura em todos os escalões com certa de 180 atletas.
A equipa sénior, que surgiu em 2015/16, esta época sem ninguém estar a antecipar garantiu a presença na fase final de subida a 1º Divisão Nacional. Na época 2015/16 uma equipa formada por jogadores experientes e os juniores, tentou-se perceber onde a equipa se encaixava no panorama da 3º Divisão Nacional acabou por correr bem em relação ao que se antecipava. Com um pouco de investimento em alguns jogadores de qualidade, na época seguinte 2016/17, atingiram a subida para a 2º Divisão Nacional com exibições de alto nível ficando apenas a 2 pontos de discutirem a fase de apuramento de campeão nacional desse ano. Com muita surpresa por ser época de estreia, este ano o Póvoa Andebol acabou por surpreender tudo e todos conseguindo chegar 1/8 de final da Taça de Portugal, sendo eliminados em casa (Póvoa Andebol 29-34 CF OS BELENENSES), e ficando em 4º lugar da fase final de subida à 1º Divisão.

## Palmarés
- Séniores

Época 2016/1017: Promoção à 2ª Divisão Nacional  
- Juvenis

Época 2017/2018: Campeão Nacional 2ª Divisão Nacional